# Chery Automobile
Chery Automobile — китайская автомобилестроительная компания. Chery Automobile занимала 9-е место по объёму продаж за 2021 год, 959 тыс. автомобилей (из них 41 тыс. — в России). Основными типами автомобилей компании являются внедорожники (около половины продаж), а также седаны и микрофургоны.
В Мексике марка носит название Chirey, более близкое к оригинальному китайскому прочтению названия, поскольку слово Chery могло вызвать юридический конфликт с Chevrolet.

## История

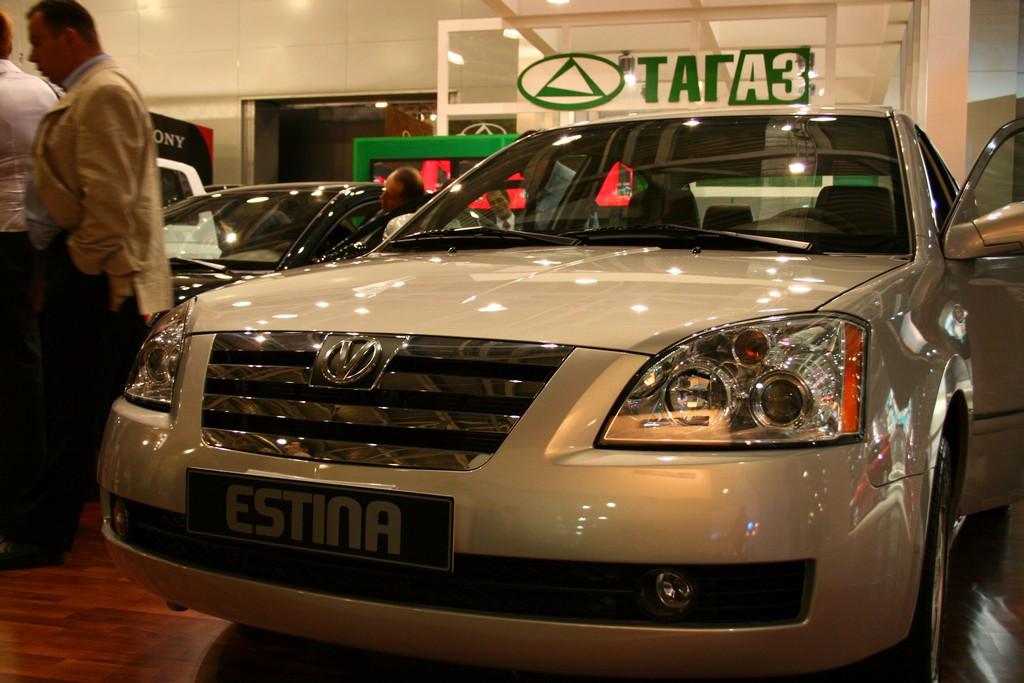
Vortex Estina (Chery A5) производства ТагАЗ

Chery была основана в 1997 году по инициативе мэрии города Уху в провинции Аньхой на базе предприятия по производству автокомплектующих.
В мае 1999 года началось производство двигателей Ford 1.6 CVH, а в декабре — первых автомобилей Chery A11 на оборудовании, купленном за $25 млн у завода Ford в Великобритании. У компании не было лицензии на выпуск автомобилей, поэтому уже через полгода предприятие было закрыто, а выпущенные к этому времени 2000 машин Chery A11 были оборудованы под такси города Уху.
В 2001 году Chery Automobile продала 20 % своих акций шанхайской компании SAIC, таким образом получив право на выпуск автомобилей. Сразу началось производство седана Fulwin, сделанного по образцу и из комплектующих популярных моделей Volkswagen, выпускавшихся на совместных предприятиях немецкого концерна с SAIC (Jetta и Santana). Модель Fulwin была существенно дешевле своих прообразов, поэтому пользовалась большим спросом, уже в 2001 году было продано более 28 тыс. (2,3 % продаж всех автомобилей в КНР), в следующем году — 50 тыс. В 2004 году SAIC вышла из состава акционеров Chery.
В марте 2006 года компания выпустила пятисоттысячный автомобиль, модельный ряд был значительно расширен копиями моделей других автопроизводителей; наиболее успешными моделями были QQ (с 2003 года) и Tiggo. Продажи 2007 году превысили 380 тыс. автомобилей, основной нишей для компании до этого времени были машины в категории до 100 тыс. юаней ($13 тыс.), однако в последующие годы Chery начала осваивать более высокие ценовые категории новыми брендами Riich и Rely. Также в 2007 году было создано несколько совместных предприятий, с Israel Corporation, Chrysler и Fiat, но из них только первое оказалось успешным (с 2011 года оно называется Qoros). В марте 2012 года с Jaguar Land Rover было создано ещё одно совместное предприятие, построившее завод недалеко от Шанхая.
Экспорт автомобилей начался ещё в сентябре 2001 года, когда 10 машин Fulwin были проданы в Сирии, а с 2003 года Chery более 10 лет подряд удерживала статус крупнейшего китайского автоэкспортёра. В 2007 году было экспортировано 120 тыс. автомобилей компании в 40 стран. В 2005 году для продвижения своей продукции на рынке США Chery заключила соглашение с Малкольмом Бриклином (Malcolm Bricklin), который в 1960-х годах первым начал продавать в США автомобили Subaru. Планировалось к 2008 году открыть в США 250 дилерских центров и продавать 250 000 автомобилей в год, однако партнёрство не состоялось.
Значительная часть экспорта приходилась на комплектующие для крупно- и мелкоузловой сборки, предприятия по сборке на 2012 год имелись в 16 странах, включая Египет (с 2004 года), Иран (с 2004 года), Индонезию (с 2006 года), Украину (с 2006 года), Малайзию (с 2008 года), Тайвань (с 2009 года). В 2014 году начал работу завод в Бразилии.
Продажи в 2010 году составили 680 тыс., но с этого года компания начала терять позиции на внутреннем рынке. В 2013 году Chery Automobile отказалась от брендов Riich и Rely, которые так и не смогли составить конкуренцию продукции китайских совместных предприятий и импортным автомобилям; к этому году продажи упали до 472 тыс. автомобилей.
В начале 2012 года создано совместное предприятие компаний Chery Technology и Valeo под названием Wuhu Valeo Automotive Lighting Systems. Совместное предприятие производит автомобильные осветительные приборы для китайского рынка.

### Показатели продаж
- 2000: ~2500
- 2001: ~28 000
- 2002: ~50 000
- 2003: 88 349
- 2004: 112 873
- 2005: 189 158
- 2006: 305 200
- 2007: 380 800
- 2008: 356 000
- 2009: 500 303
- 2010: 682 000
- 2011: 642 000
- 2012: 563 300
- 2013: 472 000[7]
- 2018: 752 759[10]
- 2019: 745 000[11]
- 2020: 730 000[12]
- 2021: 961 926[13]

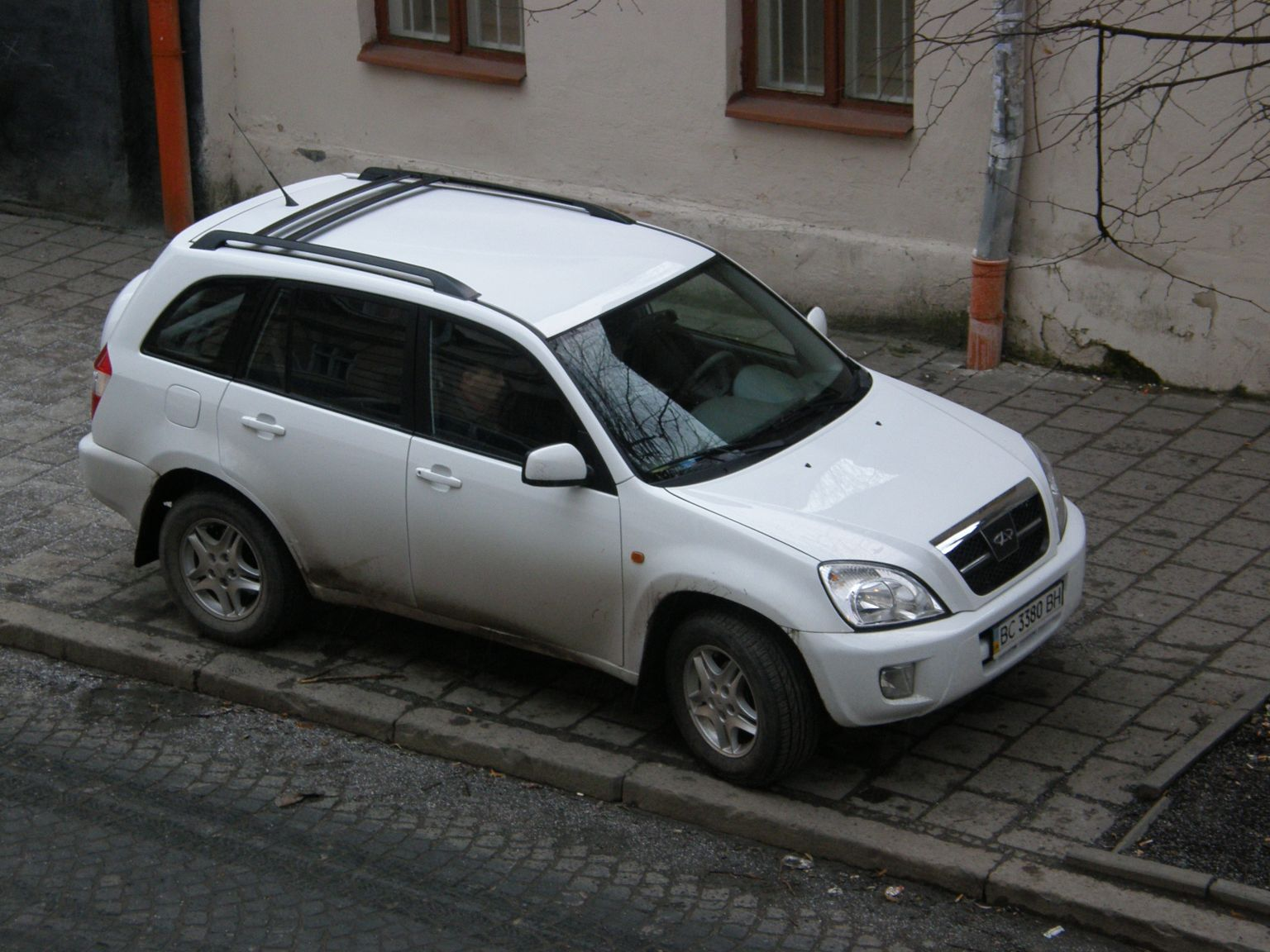
Chery Tiggo

По итогам 2023 года Chery Holding Group продал более 1,88 млн автомобилей, что на 52,6 % больше, чем в 2022 году. На зарубежные рынки было поставлено 937 148 автомобилей (+ 101,1 % в годовом исчислении). Выручка компании за 2023 год выросла на 50 % до 300 млрд юаней (42,25 млрд долл. США).

## Гибридные автомобили

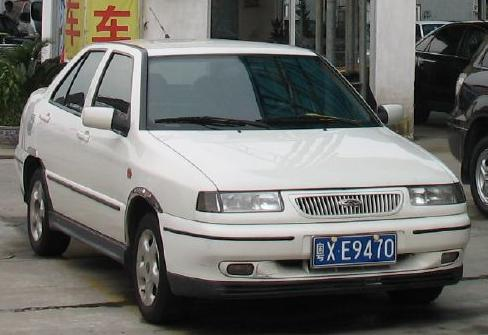
Chery Windcloud

Гибридную технологию для Chery разработала компания Ricardo Consulting Engineers Ltd.
В ноябре 2006 года Chery на 9-й Пекинской Международной Автомобильной выставке представила готовый к производству гибридный седан А5.
А5 — параллельный гибрид с режимом электромобиля на скорости ниже 40 км/ч. Расход топлива 6,6 литра на 100 км.
В январе 2008 года Chery заключила контракт с компанией Johnson Controls-Saft о поставках никель-металл-гидридных аккумуляторов (NiMH) для производства гибридных автомобилей.
Производство гибридного А5 началось в январе 2009 года.

## Электромобили

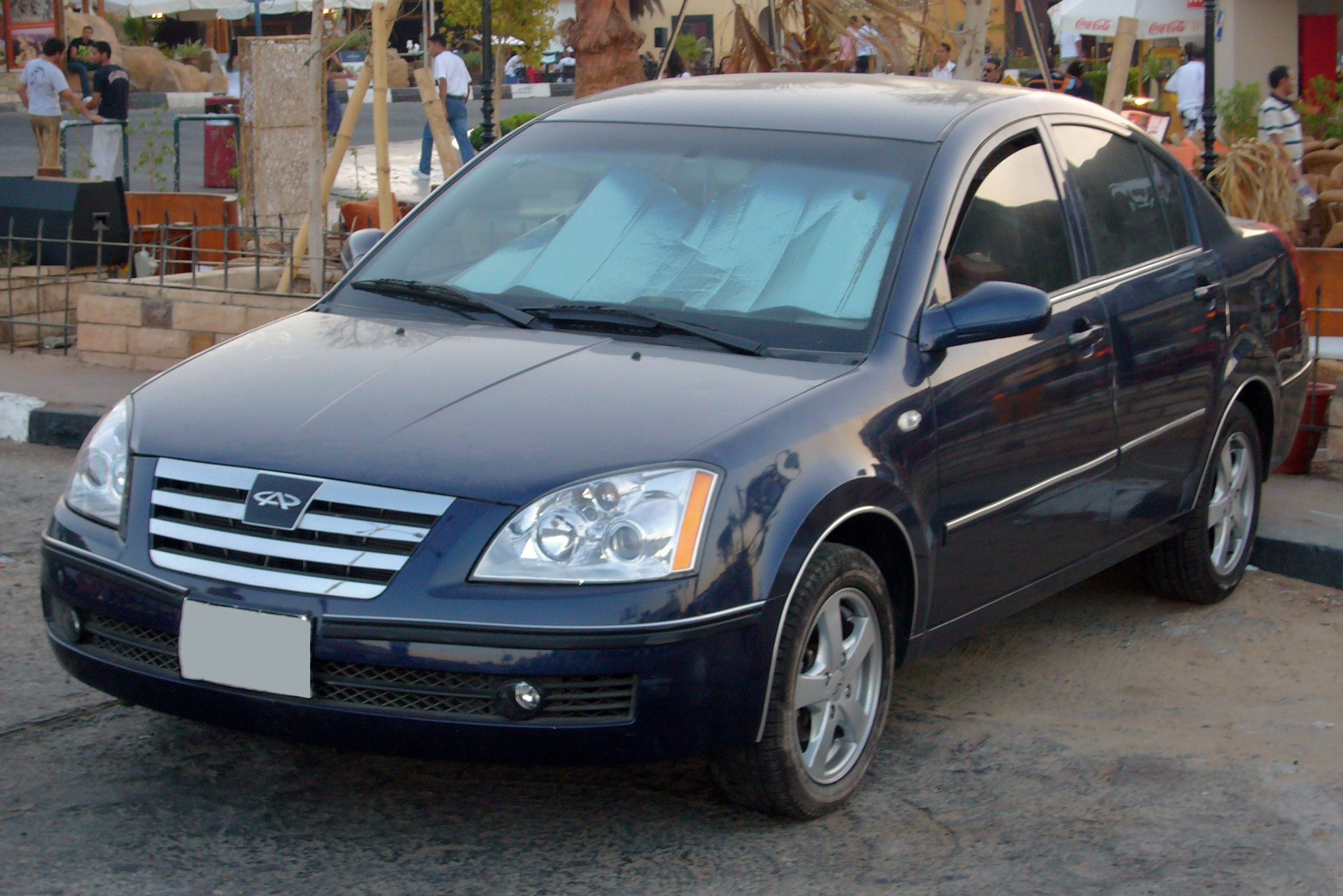
A5

В феврале 2009 года компания представила электромобиль S18 собственной разработки. Литий-ионные аккумуляторы S18 заряжаются от 4 до 6 часов. Быстрая зарядка до 80 % ёмкости — 30 минут. Дальность пробега на одной зарядке аккумуляторов — 150 км, максимальная скорость — 120 км/ч.
Chery планировала начать продажи S18 в 2009 году по цене около $14 600.
В конце 2009 года была представлена электрическая версия автомобиля QQ — QQEV. QQEV.
В августе 2023 года Chery совместно с Huawei выпустили электромобиль Luxeed. Электрокар с двухмоторным полным приводом оснащён батареей CATL с дальностью пробега 700 км, операционной системой HarmonyOS 4, автопилотом Huawei ADS 2.0, лидаром, 11 HD-камерами, 3 радарами миллиметрового диапазона, 12 ультразвуковыми радарами и пневматической подвеской. Без участия водителя автомобиль может проехать до 200 километров.

## В России
В России сборка автомобилей Chery началась в 2006 году на калининградском «Автоторе». Продажи автомобилей Chery начались в России в ноябре 2005 года.
За 2006 год было продано около 13 000 шт. (из них: Amulet — 8581, QQ — 1959, Tiggo — 1223, Oriental Son — 32, Fora — 257) Около 80 % проданных автомобилей были собраны в России, остальные 20 % — в Китае.
За первое полугодие 2007 года было продано 18 558 автомобилей (из них: Amulet — 10119, Tiggo — 4986, Fora — 2596, QQ — 825, Oriental Son — 32), что позволило Chery занять 12-е место в общем рейтинге по объёмам продаж в России. Всего в 2007 году в России продано 37120 автомобилей Chery. Калинградский «Автотор» произвёл за год 42000 Chery.
В марте 2008 года «Автотор» прекратил сборку автомобилей Chery.
В июле 2008 года основан бренд Vortex
В 2010 году компания продала в России 8909 автомобилей, а в 2021 — 44,5 тыс.
В 2023 году Chery стала вторым брендом по продажам новых легковых автомобилей в России. Было продано 118 950 единиц. За 2022 год было продано 39 256 автомобилей. В топ-10 моделей наиболее продаваемых новых автомобилей вошли Chery Tiggo 7 Pro Max и Chery Tiggo 4 Pro.
По итогам первых четырёх месяцев 2024 года продажи Chery в России составили 44 760 машин (+ 51 %), рыночная доля марки составила 9,6 %, четвёртое место по продажам легковых автомобилей в России.
По данным Reuters, опубликованным в 2024 году, Chery организовала локальное производство автомобилей в России на заводах автомобильных компаний Mercedes-Benz, Volkswagen и Nissan, ушедших с российского рынка. В России были повышены пошлины, стимулирующие зарубежные компании к производству автомобилей внутри страны.

### Модельный ряд кроссоверов Tiggo на российском рынке
- Chery Tiggo
- Chery Tiggo 2 (с 2017 по 2020 годы)
- Chery Tiggo 3 (с 2017 по 2020 годы)
- Chery Tiggo 4 (с 2019 года)
- Chery Tiggo 4 pro (с ноября 2021 года)
- Chery Tiggo 5 (с 2014 по 2020 годы)
- Chery Tiggo 7 (с 2019 по 2020 год)
- Chery Tiggo 7 Pro (с сентября 2020 года)
- Chery Tiggo 7 Pro Max (с декабря 2022 года)
- Chery Tiggo 8 (с мая 2020 года)
- Chery Tiggo 8 Pro (с марта 2021 года)
- Chery Tiggo 8 Pro Max (c апреля 2022 года)
- Chery Tiggo 9 (с декабря 2024 года)